# Championnats d'Asie de VTT 2022
Navigation
Édition précédente Édition suivante
Les Championnats d'Asie de VTT 2022 ont lieu du 19 au 23 octobre 2022 à Suncheon en Corée du Sud pour le cross country, le cross-country eliminator et la descente.

## Résultats

### Cross-country
| Épreuves               | Or                                                                                                 | Argent                                                                              | Bronze |
| ---------------------- | -------------------------------------------------------------------------------------------------- | ----------------------------------------------------------------------------------- | --- |
| Hommes élites          | Riki Kitabayashi                                                                                   | Mino Kim                                                                            | Zaenal Fanani |
| Hommes moins de 23 ans | Chun Seong-hun                                                                                     | Denis Sergiyenko                                                                    | Heo Seung-soo |
| Hommes juniors         | Sho Takahashi                                                                                      | Feri Yudhoyono                                                                      | Muhammad Syawal Mazlin |
| Femmes élites          | Li Hongfeng                                                                                        | Ma Caixia                                                                           | Alina Sarkulova |
| Femmes moins de 23 ans | Akari Kobayashi                                                                                    | Sayu Bella Sukma Dewi                                                               | Kwan Tsz Kwan |
| Femmes juniors         | Alina Spirina                                                                                      | Violetta Kzakova                                                                    | Hitomi Nakajima |
| Relais mixte           | Kazakhstan Denis Sergiyenko Alexey Fefelov Yegor Karassyov Alina Sarkulova Temirlan Mukhamediyanov | Japon Riki Kitabayashi Sho Takahashi Koutarou Murakami Asahi Miyazu Akari Kobayashi | Malaisie Ahmad Syazrin Awang Ilah Zulfikri Zulkifli Muhammad Fahmi Khairul Muhammad Syawal Mazlin Nur Assyira Zainal Abidin |

### Cross-country eliminator
| Épreuves      | Or                    | Argent           | Bronze                 |
| ------------- | --------------------- | ---------------- | ---------------------- |
| Hommes élites | Phunsiri Sirimongkhon | Zaenal Fanani    | Ihza Muhammad          |
| Femmes élites | Alina Sarkulova       | Violetta Kzakova | Warinthorn Phetpraphan |

### Descente
| Épreuves | Or                  | Argent            | Bronze       |
| -------- | ------------------- | ----------------- | ------------ |
| Hommes   | Sheng Shan Chiang   | Methasit Boonsane | Yuki Kushima |
| Femmes   | Vipavee Deekaballes | Tida Panyawan     | Chou Pei Ni  |